# Vincennes, Indiana
Vincennes är administrativ huvudort i Knox County i delstaten Indiana i USA. Staden är säte för Vincennes University. Orten grundades år 1732 av franska pälshandlare.